# Joseph Willaert

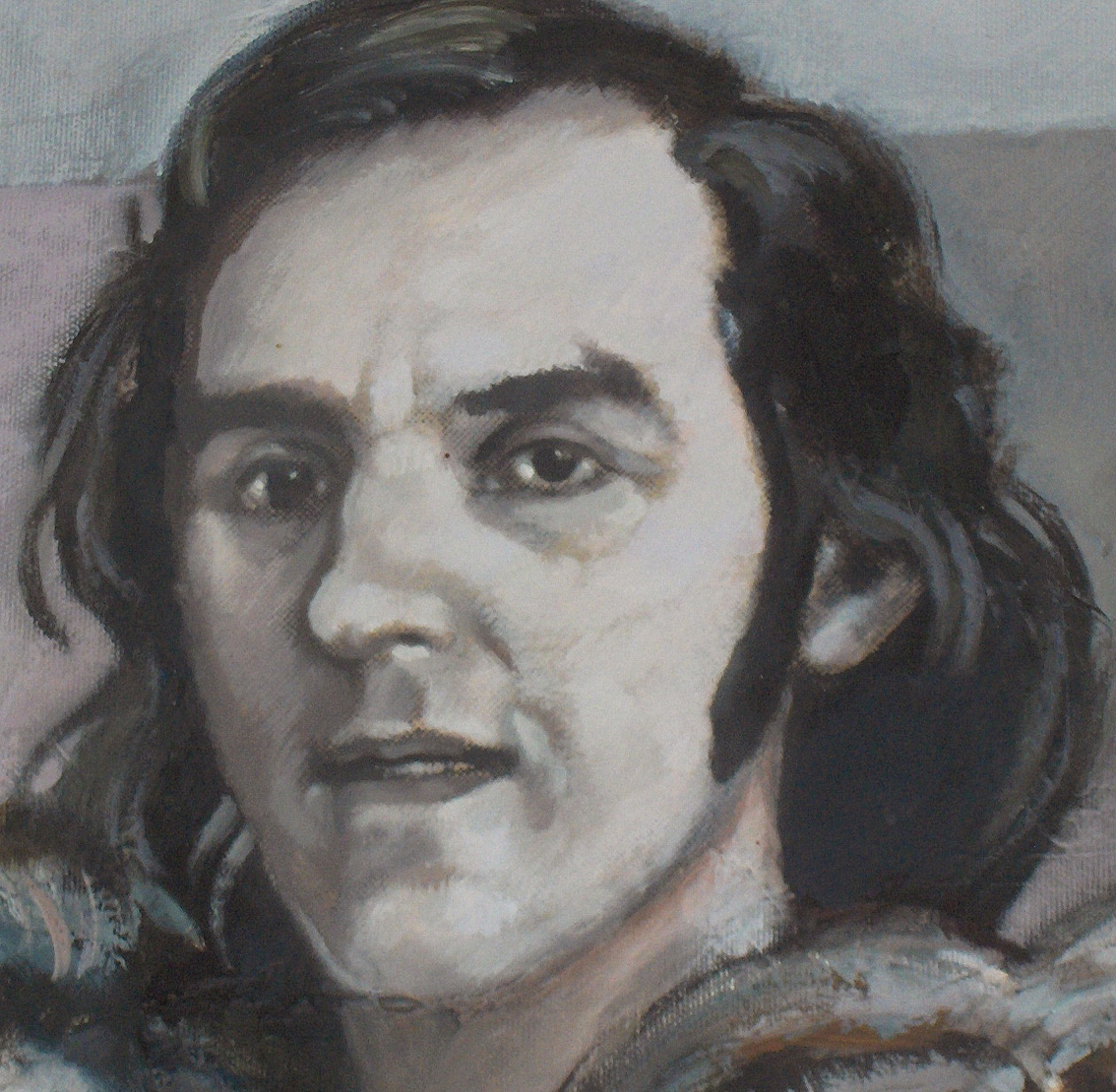
Joseph Willaert

Joseph Willaert (Leke (Diksmuide), 23 april 1936 – Oostende, 2 april 2014) was een Belgisch kunstschilder.
Als beeldend kunstenaar was hij autodidact. Hij ontwikkelde een schilderkunst die aanleunde bij het hyperrealisme en de pop-art maar bewust een graad van naïviteit in zich had.  Hij inspireerde zich graag op de hem vertrouwde wereld : zijn woonhuis, het dorp en het dorpsleven,  het Vlaamse landschap, Vlaamse zeden en gewoonten.  Zijn schilderijen tonen steeds een duidelijk, afgelijnd beeld, helder en met zuiver kleurgebruik maar zonder schaduw. Soms combineerde hij zijn schilderijen met driedimensionele elementen die hij erin verwerkte of ervoor plaatste.  
Zijn bekendheid piekte in de jaren 70 en 80. Hij kreeg de opdracht voor de generiek van het televisieprogramma "Kunstzaken" (1984). Ze stelde een brievenbus voor. Willaert kreeg ook de decoratie van het Brussels metrostation Clemenceau toegewezen. Hij realiseerde daarvoor 38 schilderijen in boogvormige nissen. Een hoogtepunt was ook zijn selectie voor de Belgische inzending voor de Biënnale van Venetië in 1976. Hij werd meermaals onderscheiden : vermelding in de Prix Jeune Peinture Belge in 1968, zilveren medaille in de Europaprijs voor Schilderkunst van de Stad Oostende 1971 en laureaat van de Constantijn Janesprijs 1971.
Willaert woonde sedert 1950 in Oostende. Geplaagd door ouderdomskwalen verbleef hij de laatste levensjaren in een rust- en verzorgingstehuis in Oostende.

## Tentoonstellingen
- 1961, Oostende, Galerie Toulouse-Lautrec
- 1969, Brussel, Galerie Les Contemporains
- 1971, Wakken, Grafiek 50
- 1975, Oostende, Galerie Medicis
- 1990, Oostende, Co-Art (Zeezotje)
- 1993, Oostende, AD Gallery
- 1993, Oostende, PMMK
- 1993, Sint-Baafs-Vijve, André Demedtshuis, 4de Biënnale Beeldend West-Vlaanderen
- 2002, Den Haag, De hofvijver in poëzie en beeld
- 2023 Oostende, Venetiaanse Gaanderijen (overzichtstentoonstelling)

## Musea
- Brugge, Groeningemuseum
- Brussel
- Gent
- Oostende, Mu.ZEE
- Schiedam
- Utrecht